# 第5航空群
第5航空群（だいごこうくうぐん、英称：Fleet Air Wing 5 ）とは、海上自衛隊の航空集団隷下の航空部隊（航空群）の一つであり、那覇航空基地（沖縄県那覇市）に配備されている。
群司令は海将補（二）をもって充てられている。

## 沿革
- 1972年（昭和47年）
  - 5月15日：第1航空群隷下に「臨時那覇施設管理隊」が新編。
  - 7月16日：臨時那覇施設管理隊が廃止。航空集団直轄部隊として「臨時沖縄航空派遣隊」が新編。
  - 12月21日：臨時沖縄航空派遣隊が廃止。「臨時沖縄航空隊」が新編(P-2J哨戒機×6機、隊員347名）。
- 1973年（昭和48年）10月16日：臨時沖縄航空隊が廃止。航空集団直轄の「沖縄航空隊」が新編[2]。
- 1977年（昭和52年）12月3日：B-65連絡機が配備。
- 1981年（昭和56年）7月15日：沖縄航空隊が廃止。「第5航空群」が新編、航空集団隷下に編入。

※ 新編時の編成（司令部・第5航空隊(P-2J×11機、B-65×1機)・第5支援整備隊・那覇航空基地隊）
- 1990年（平成02年）
  - 3月：航空対潜水艦作戦センター (ASWOC) が完成。
  - 7月11日：第5航空隊にP-3C哨戒機が配備開始。
- 1991年（平成03年）
  - 1月23日：第5航空群でのP-2Jの運用が終了。
  - 9月：国頭受信所（P-3C受信所）が完成。
- 1992年（平成04年）2月28日：LC-90連絡機が配備。
- 1993年（平成05年）7月30日：「第9航空隊」(P-3C×3機) を新編。
- 1998年（平成10年）12月8日：補給整備部門の組織改編により第5支援整備隊を「第5整備補給隊」に改編。
- 2008年（平成20年）3月26日：体制移行による部隊改編。第5航空隊、第9航空隊を廃止、統合し「第5航空隊」を新編。
- 2009年（平成21年）10月5日：P-3C哨戒機2機が第2次派遣海賊対処航空部隊としてジブチへ派遣。
- 2014年（平成26年）3月14日：消息を絶ったマレーシア航空370便の捜索救助活動を行うため、海国際緊急援助航空隊としてP-3C哨戒機2機と人員44名を派遣。マレーシア周辺海域及びオーストラリア西方海域にて4月12日まで捜索救助活動に従事した[3]。
- 2018年（平成30年）3月23日：航空部隊の改編。

1. 第5航空隊の第5列線整備隊と第5整備補給隊の第5検査隊を廃止、統合し第5整備補給隊に「第5機側整備隊」が新編。
2. 那覇航空基地隊の警衛隊、運航隊地上救難班、管理隊車両班が統合され「那覇航空警備隊」に改編。

## 司令部編成
司令部は、那覇航空基地に設置されている。
- 航空群司令
  - 首席幕僚
  - 幕僚
  - 先任伍長

また、自衛艦隊#司令部の編成を参照。

## 部隊編成
- 第5航空隊（那覇航空基地）
  - 隊本部

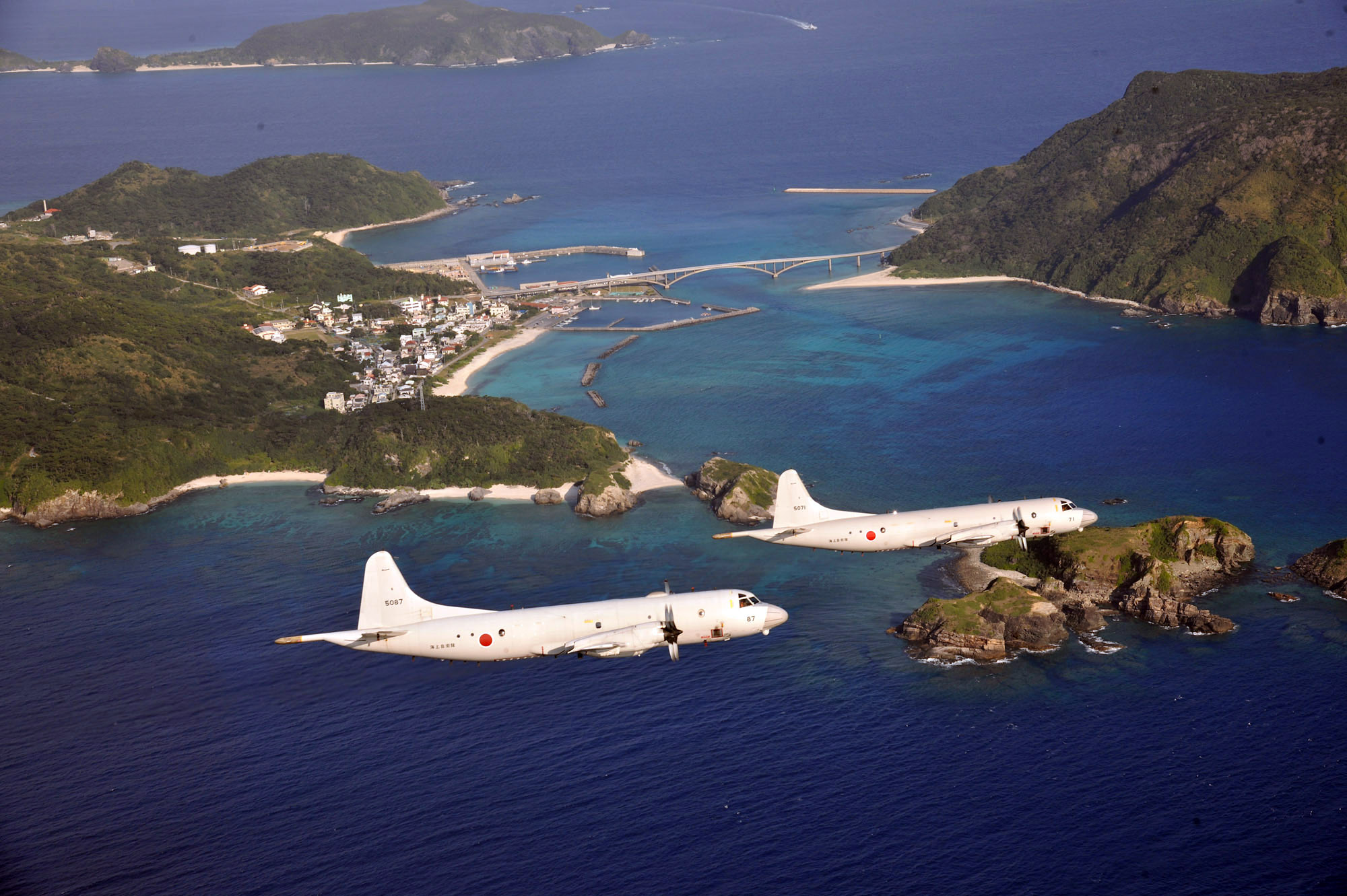
離島上空を飛行する第5航空隊のP-3C

  - 第51飛行隊・第52飛行隊：P-3C（コールサイン "TIDA"）

- 第5整備補給隊（那覇航空基地）
  - 隊本部
  - 第5航空機整備隊
  - 第5電子整備隊
  - 第5武器整備隊
  - 第5機側整備隊
  - 第5補給隊

- 那覇航空基地隊（那覇航空基地）
  - 隊本部
  - 那覇管理隊
  - 那覇航空警備隊
  - 那覇運航隊
  - 那覇経理隊
  - 那覇厚生隊

## 主要幹部
| 官職名             | 階級    | 氏名       | 補職発令日     | 前職                                      |
| ------------------ | ------- | ---------- | -------------- | ----------------------------------------- |
| 第5航空群司令      | 海将補  | 平木拓宏   | 2024年08月02日 | 第31航空群司令                            |
| 首席幕僚           | 1等海佐 | 田畠直人   | 2025年06月01日 | 小月教育航空隊司令                        |
| 第5航空隊司令      | 1等海佐 | 臼井洋太郎 | 2024年08月01日 | 海上幕僚監部防衛部防衛課編成班長          |
| 第5整備補給隊司令  | 1等海佐 | 志野雅一   | 2024年08月01日 | 海上幕僚監部人事教育部援護業務課 援護班長 |
| 那覇航空基地隊司令 | 2等海佐 | 中正輝     | 2024年04月01日 | 第24航空隊副長 兼 幕僚室長                |

| 代             | 氏名           | 在任期間                | 出身校・期          | 前職                                                      | 後職                                                 | 備考                               |
| 沖縄航空隊司令 | 沖縄航空隊司令 | 沖縄航空隊司令          | 沖縄航空隊司令      | 沖縄航空隊司令                                            | 沖縄航空隊司令                                       | 沖縄航空隊司令                     |
| -------------- | -------------- | ----------------------- | ------------------- | --------------------------------------------------------- | ---------------------------------------------------- | ---------------------------------- |
| 01             | 江上純一       | 1973.10.16 - 1973.12.15 | 海兵71期            | 臨時沖縄航空隊司令                                        | 第2航空群司令                                        |                                    |
| 02             | 杉浦喜義       | 1973.12.16 - 1975.10.15 | 海兵73期            | 自衛艦隊司令部幕僚                                        | 海上幕僚監部防衛部副部長                             | 就任時1等海佐 1975.1.1 海将補昇任  |
| 03             | 菊池良二       | 1975.10.16 - 1977.8.31  | 海兵73期            | 海上幕僚監部防衛部教育第2課長                             | 第1航空群司令部付 →1977.12.5 退職                    | 就任時1等海佐 1976.5.17 海将補昇任 |
| 04             | 野沢章悟       | 1977.9.1 - 1979.6.30    | 海兵73期            | 教育航空集団司令部幕僚長 →1977.7.16 航空集団司令部付      | 海上幕僚監部付 →1979.9.1 退職                        |                                    |
| 05             | 三宅歳行       | 1979.7.1 - 1980.7.31    | 海兵74期            | 鹿屋教育航空群司令                                        | 第1航空群司令                                        | 就任時1等海佐 1980.1.1 海将補昇任  |
| 06             | 橋口京一       | 1980.8.1 - 1981.7.14    | 海兵76期・ 5期幹候  | 鹿屋教育航空群司令                                        | 第5航空群司令                                        | 就任時1等海佐 1981.4.15 海将補昇任 |
| 第5航空群司令  |                |                         |                     |                                                           |                                                      |                                    |
| 01             | 橋口京一       | 1981.7.15 - 1982.8.31   | 海兵76期・ 5期幹候  | 沖縄航空隊司令                                            | 海上幕僚監部付 →1982.12.21 退職                      |                                    |
| 02             | 松本克彦       | 1982.9.1 - 1983.12.19   | 防大1期             | 海上幕僚監部防衛部運用課長                                | 航空集団司令部幕僚長                                 |                                    |
| 03             | 岡部文雄       | 1983.12.20 - 1985.7.31  | 防大2期             | 海上幕僚監部防衛部運用課長                                | 海上幕僚監部防衛部副部長                             |                                    |
| 04             | 林 赳夫        | 1985.8.1 - 1987.3.15    | 防大2期             | 海上幕僚監部防衛部運用課長 →1985.6.1 海上幕僚監部防衛部付 | 第31航空群司令                                       |                                    |
| 05             | 川村純彦       | 1987.3.16 - 1988.7.6    | 防大4期             | 海上自衛隊幹部候補生学校副校長                            | 第4航空群司令                                        |                                    |
| 06             | 佐伯聖二       | 1988.7.7 - 1989.5.17    | 防大7期             | 海上幕僚監部防衛部防衛課長                                | 海上幕僚監部付 →1989.6.30 海上自衛隊幹部学校研究部長 |                                    |
| 07             | 桐生光憲       | 1989.5.18 - 1991.3.15   | 防大5期             | 第51航空隊司令                                            | 海上自衛隊幹部学校副校長                             | 就任時1等海佐 1989.8.1 海将補昇任  |
| 08             | 石田和彦       | 1991.3.16 - 1993.6.30   | 防大5期             | 海上自衛隊幹部候補生学校副校長                            | 退職                                                 |                                    |
| 09             | 西島宜弘       | 1993.7.1 - 1994.12.14   | 防大7期             | 航空集団司令部幕僚長                                      | 第31航空群司令                                       |                                    |
| 10             | 角田陽三       | 1994.12.15 - 1996.6.30  | 防大11期            | 海上自衛隊幹部学校教官                                    | 第2航空群司令                                        |                                    |
| 11             | 中島榮一       | 1996.7.1 - 1998.6.30    | 防大15期            | 第2航空群司令部首席幕僚                                   | 第2航空群司令                                        |                                    |
| 12             | 半田謙次郎     | 1998.7.1 - 2001.1.10    | 防大17期            | 海上幕僚監部人事教育部教育課長                            | 海上自衛隊幹部候補生学校長                           |                                    |
| 13             | 平尾祐助       | 2001.1.11 - 2002.7.31   | 防大13期            | 徳島教育航空群司令                                        | 退職                                                 |                                    |
| 14             | 高橋和男       | 2002.8.1 - 2004.8.29    | 防大19期            | 航空集団司令部幕僚長                                      | 呉地方総監部幕僚長                                   |                                    |
| 15             | 河村克則       | 2004.8.30 - 2007.3.27   | 防大21期            | 航空集団司令部幕僚長                                      | 自衛艦隊司令部幕僚長                                 |                                    |
| 16             | 野井健治       | 2007.3.28 - 2009.1.29   | 防大20期            | 教育航空集団司令部幕僚長                                  | 海上自衛隊幹部候補生学校長                           |                                    |
| 17             | 小松龍也       | 2009.1.30 - 2009.12.6   | 防大22期            | 第51航空隊司令                                            | 第31航空群司令                                       |                                    |
| 18             | 高橋忠義       | 2009.12.7 - 2012.7.25   | 防大23期            | 舞鶴地方総監部幕僚長                                      | 阪神基地隊司令                                       |                                    |
| 19             | 大瀬戸功       | 2012.7.26 - 2014.8.4    | 防大25期            | 海上幕僚監部人事教育部援護業務課長                        | 第31航空群司令                                       |                                    |
| 20             | 畠野俊一       | 2014.8.5 - 2016.12.21   | 防大28期            | 第51航空隊司令                                            | 第31航空群司令                                       |                                    |
| 21             | 大西 哲        | 2016.12.22 - 2017.3.26  | 防大34期            | 統合幕僚監部運用部運用第3課長                             | 自衛艦隊司令部勤務                                   |                                    |
| 22             | 市田 章        | 2017.3.27 - 2018.7.31   | 防大33期            | 第1航空群司令                                             | 統合幕僚監部指揮通信システム部長                     |                                    |
| 23             | 中村敏弘       | 2018.8.1 - 2019.12.19   | 防大32期            | 第1航空群司令                                             | 航空集団司令部幕僚長                                 |                                    |
| 24             | 金嶋浩司       | 2019.12.20 - 2022.3.29  | 防大36期            | 第4航空群司令                                             | 海上幕僚監部人事教育部長                             |                                    |
| 25             | 降旗琢丸       | 2022.3.30 - 2022.12.22  | 防大38期            | 第2航空群司令                                             | 航空集団司令部付                                     |                                    |
| 26             | 髙田哲哉       | 2022.12.23 - 2024.8.1   | 生徒32期・ 45期幹候 | 第2航空群司令                                             | 航空集団司令部幕僚長                                 |                                    |
| 27             | 平木拓宏       | 2024.8.2 -              | 防大33期            | 第31航空群司令                                            |                                                      |                                    |

## ギャラリー

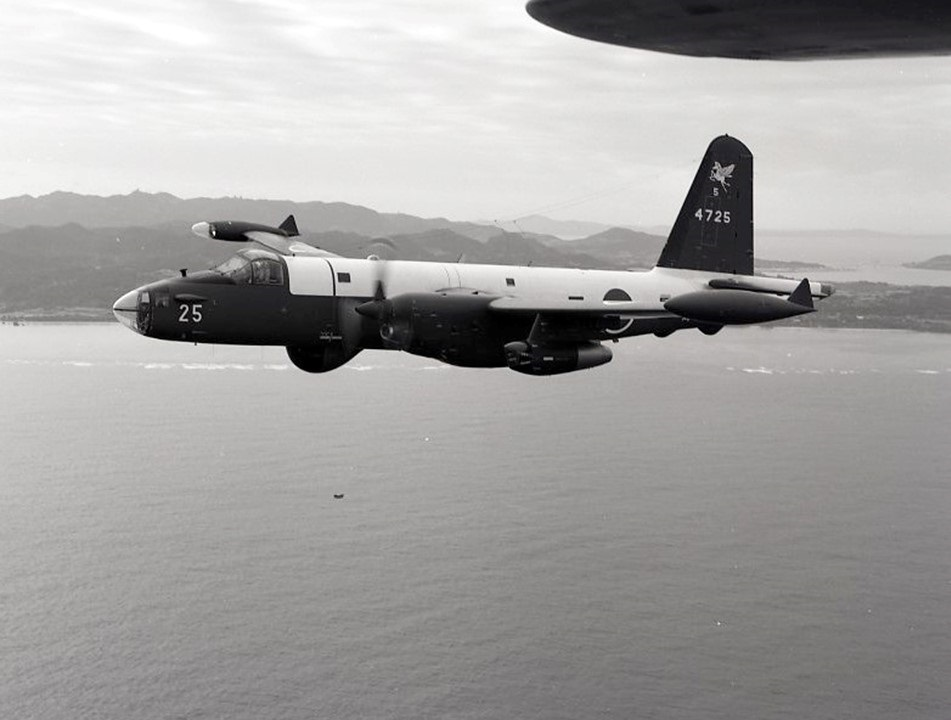
第5航空隊のP-2J
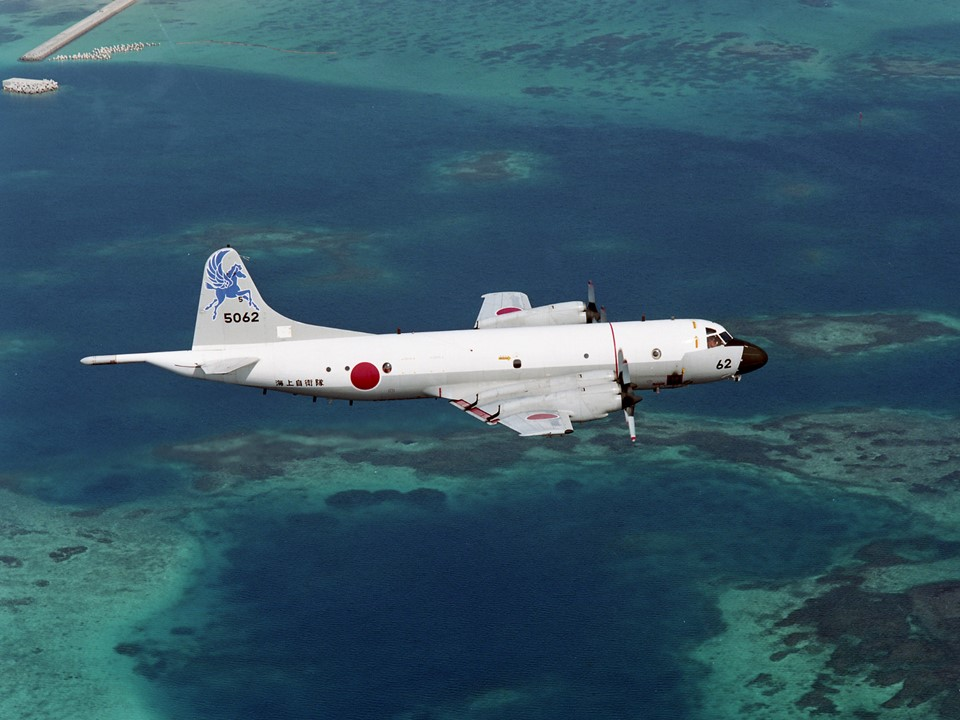
第5航空隊のP-3C（ハイビジ塗装）
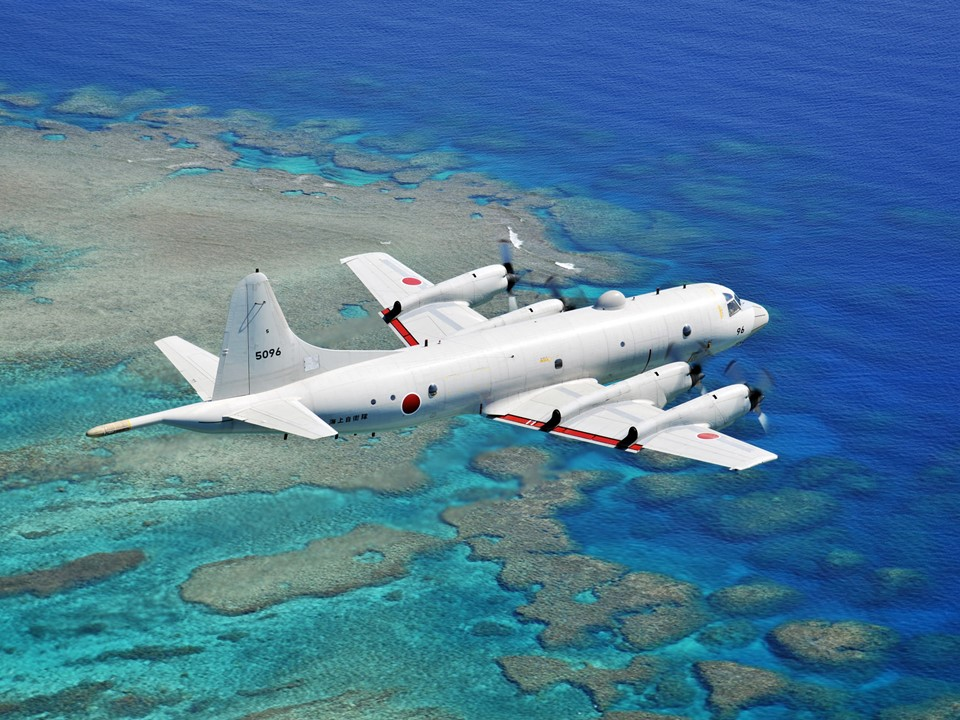
第5航空隊のP-3C（ロービジ塗装）